# 比吉特·米尼希迈尔
比吉特·米尼希迈尔（德語：Birgit Minichmayr，1977年4月3日—），女，奥地利演员。曾获得柏林国际电影节最佳女演员银熊奖。